# Vaterpolski klub Cavtat
Vaterpolski klub Cavtat je vaterpolski klub iz Cavtata.
Klupsko sjedište je na adresi Kneza Domagoja b.b., Cavtat.

## Povijest
Svečana osnivačka skupština Vaterpolskog kluba Cavtat održana je 29. lipnja 1972. godine u cavtatskom ljetnom kinu i trajala je dva sata. U trećoj četvrtini, u 4. min i 53. sec 11. kolovoza iste godine Dobroslav Zanini - Dobruško na Murteru na Prvenstvu Hrvatske protiv Vela Luke postigao je prvi pogodak u povijesti kluba.
22. kolovoza 2013. upriličena je proslava 90. obljetnice vaterpola u Cavtatu i 40. postojanja kluba. Više puta Cavtat je izborio nastup u Prvoj ligi, ali nije mogao u njoj zaigrati jer Konavle nemaju zatvoreno plivalište. Stoga mogu igrati samo u ljetnim mjesecima. Ljeti Cavtat ima oko 90 djece na treninzima. Zimi ih odrađuju na gruškom bazenu pa je broj pet puta manji. Proslavu 2013. učinila je većom činjenica da je Kamen mali Cavtat osvojio Divlju ligu, postavši prva momčad izvan grada kojoj je to uspjelo.

## Poznati igrači
- Maro Balić
- Miho Bobić
- Miho Bošković
- Elvis Fatović
- Ivo Ivaniš
- Boris Maškarić
- Paulo Obradović
- Luko Vezilić
- Goran Sukno
- Ivan Sukno
- Sandro Sukno
- Josip Šutalo
- Josip Vezjak

## Vanjske poveznice
- VK Cavtat  Arhivirana inačica izvorne stranice od 28. srpnja 2010. (Wayback Machine)